# Susan Gottesman
Susan Gottesman (Nova York, 30 de gener de 1950) és una microbiòloga estatunidenca.

## Premis i reconeixements
- Elegida per l'Acadèmia Nacional de Ciències, 1998.[4]
- Elegida per l'Acadèmia Americana d'Arts i Ciències, 1999.[5]
- Elegida per l'Acadèmia Americana de Microbiologia (AAM), 2009.[6]
- Premi per la seva trajectòria de la Societat Americana de Microbiologia, 2011.[7]
- Premi Selman A. Waksman pel seu important avenç en el camp de microbiologia, 2015.[8]

## Obres seleccionades
- Battesti, A; Hoskins, JR; Tong, S; Milanesio, P; Mann, JM; Kravats, A; Tsegaye, YM; Bougdour, A; Wickner, S; Gottesman, S (15 desembre 2013). "Anti-adaptors provide multiple modes for regulation of the RssB adaptor protein.". Genes & Development 27 (24): 2722–35. doi:10.1101/gad.229617.113. PMID 24352426.
- Zhang, A; Schu, DJ; Tjaden, BC; Storz, G; Gottesman, S (9 d'octubre 2013). "Mutations in interaction surfaces differentially impact E. coli Hfq association with small RNAs and their mRNA targets.". Journal of Molecular Biology 425 (19): 3678–97. doi:10.1016/j.jmb.2013.01.006. PMID 23318956.
- Soper, T; Mandin, P; Majdalani, N; Gottesman, S; Woodson, SA (25 de maig 2010). "Positive regulation by small RNAs and the role of Hfq.". Proceedings of the National Academy of Sciences of the United States of America 107 (21): 9602–7. doi:10.1073/pnas.1004435107. PMID 20457943.
- Battesti, A; Majdalani, N; Gottesman, S (2011). "The RpoS-mediated general stress response in Escherichia coli.". Annual review of microbiology 65: 189–213. doi:10.1146/annurev-micro-090110-102946. PMID 21639793.
- De Lay, N; Gottesman, S (novembre de 2012). "A complex network of small non-coding RNAs regulate motility in Escherichia coli.". Molecular microbiology 86 (3): 524–38. doi:10.1111/j.1365-2958.2012.08209.x. PMID 22925049.